# Nusakan
Nusakan es el nombre de la estrella β Coronae Borealis (β CrB / 3 Coronae Borealis), de magnitud aparente +3,66, la segunda más brillante de la constelación de Corona Boreal después de Alphecca (α Coronae Borealis).
Se encuentra a 114 años luz del sistema solar.

## Nombre
La ortografía árabe de Nusakan es An-Nasaqan y significa «las dos series». Proviene del término Masakin, de Kasat al Masakin, nombre que los árabes daban a la constelación de Corona Boreal.
En China, esta estrella forma parte del asterismo 貫索 (Guàn Suǒ), «la correa enrollada»,  que también incluye a π Coronae Borealis, θ Coronae Borealis, α Coronae Borealis, γ Coronae Borealis, δ Coronae Borealis, ε Coronae Borealis, ι Coronae Borealis y ρ Coronae Borealis.
En consecuencia, β Coronae Borealis es conocida como 貫索三 (Guàn Suǒ sān}, «la tercera estrella de la correa enrollada».

## Características
Nusakan es una estrella binaria, con sus componentes separadas apenas 0,3 segundos de arco, lo que corresponde a una distancia entre ellas de 10 UA. Su período orbital es de 10,5 años, siendo la componente principal unas cuatro veces más luminosa que la secundaria. La luminosidad de esta última es 7 veces mayor que la del Sol.
La estrella principal tiene una masa aproximadamente doble de la del Sol, mientras que su acompañante puede tener una masa de 1,3 masas solares.
Nusakan habitualmente aparece catalogada como F0p, siendo la «p» indicativa de peculiar, en el sentido de que su espectro de emisión presenta anomalías en la abundancia de varios elementos químicos.
Así, es deficiente en elementos como oxígeno, mientras que otros elementos como estroncio, cromo y europio presentan concentraciones más altas de lo habitual.
En realidad la estrella no está produciendo grandes cantidades de estos elementos, sino que al no existir convección en su interior, algunos elementos son arrastrados por radiación al exterior, mientras que otros se hunden hacia dentro. Al igual que la mayor parte de las estrellas peculiares, Nusakan rota lentamente, completando un giro en 18,49 días. Su campo magnético es muy grande, más de 10 000 veces mayor que el campo magnético terrestre.
Nusakan está catalogada como variable Alfa2 Canum Venaticorum.
Su brillo varía 0,07 magnitudes a lo largo de su período de rotación.